# Rovasaari (ö i Norra Lappland, lat 68,95, long 28,07)
Rovasaari, nordsamiska: Ruávisuáloi, är en ö i Finland. Den ligger i sjön Enare träsk och i kommunen Enare i den ekonomiska regionen Norra Lappland och landskapet Lappland, i den norra delen av landet, 1 000 km norr om huvudstaden Helsingfors. Öns area är 8,2 hektar och dess största längd är 0,6 kilometer i öst-västlig riktning.